# Elephantulus pilicaudus
Elephantulus pilicaudus é uma espécie de musaranho-elefante da família Macroscelididae. É endêmica da África do Sul, onde está limitada a vegetação Nama-Karoo na província do Cabo Setentrional e no noroeste da província do Cabo Ocidental.